# 惠勒 (內布拉斯加州)
惠勒（英語：Wheeler）是位於美國內布拉斯加州惠勒縣的鬼鎮。

## 歷史
惠勒的郵局於1881年設立，其後於1934年停運。

## 地理
惠勒所處的海拔為高於海平面643米（即2110英呎），而該地所採用的時區為UTC-6，即北美中部时区（CST）。同時該地設有夏令時間，為UTC-6調快一小時，即UTC-5（CDT）。